# Monticello (Indiana)
Monticello település az Amerikai Egyesült Államok Indiana államában, White megyében, melynek megyeszékhelye is. Lakosainak száma 5508 fő (2020. április 1.).

## Népesség
A település népességének változása:

| 2010 | 5 378 |
| 2020 | 5 508 |